# Tomás Geraldino y Geraldino
Tomás Geraldino y Geraldino (Jerez de la Frontera, 1754 – Capo San Vincenzo, 14 febbraio 1797) è stato un militare spagnolo, che nel corso del 1783 sviluppò un metodo per realizzare acqua potabile a bordo della navi militari spagnole filtrando l'acqua marina che fu adottato sulle unità della flotta a partire dal 1790.

## Biografia
Nacque a Jerez de la Frontera nel 1755, figlio di don Francisco Geraldino y Barreda e doña Isabel Geraldino y Cloque, all’interno di una illustre e nobile famiglia di origine irlandese che si era stabilita a Jerez de la Frontera dal XVII secolo, e tra i cui membri illustri vi era suo nonno, il diplomatico Thomas Geraldino (Thomas Fitzgerald).
Il 5 giugno 1770, all’età di sedici anni, entrò nella compagnia guardiamarina del Dipartimento di Cadice. Al termine degli studi teorici si imbarcò per due anni, svolgendo attività di contrasto alla pirateria nord africana, e venendo promosso alférez de fregata il 22 novembre 1773. Partecipò poi alle spedizione contro Algeri, condotta dal generale don Pedro Castejon, imbarcato sul guardiacoste Guarnizo distinguendosi talmente che al termine delle operazioni, su proposta di Castejon, fu promosso alférez de navío il 16 marzo 1776.
Servì quindi nella squadra del generale don Miguel Gastón partecipando alla prima campagna nel Canale della Manica rientrando poi a Cadice per imbarcarsi su una nave appartenente alla squadra del generale don Ignacio Ponce de León che operava nel golfo di Biscaglia, partecipando successivamente a due crociera a protezione del traffico navale in prossimità di Capo Santa Maria e Capo San Vincenzo che gli valsero la promozione a tenente de navío il 27 maggio 1780.
Il 9 agosto dello stesso anno prese parte alla battaglia di Capo Santa Maria contro un grande convoglio navale inglese, che vide la squadra di don Luis de Córdova y Córdova ottenere un grande successo, con la cattura di cinque fregate e moltissime navi mercantili. Prese parte poi a numerose crociere a protezione del traffico mercantile in arrivo dai territori d’oltremare che gli valsero la promozione a capitán de fragata il 16 settembre 1781.
Il quello stesso anno partecipò al blocco di Gibilterra imbarcato su uno sciabecco come primo aiutante di Stato maggiore della squadra agli ordini del tenente generale don Antonio Barceló, sostituito poi da don Antonio Vacaro y Valcárcel che ebbe come base di partenza il porto di Algeciras.
In quel periodo partecipò a cinque azioni contro la squadra navale inglese presente nella rada di Gibilterra condotte da don Ventura Moreno, e poi a 18 azioni di bombardamento condotte contro le fortificazioni e le postazioni difensive sotto gli ordini di don Gerónimo de Bueras.

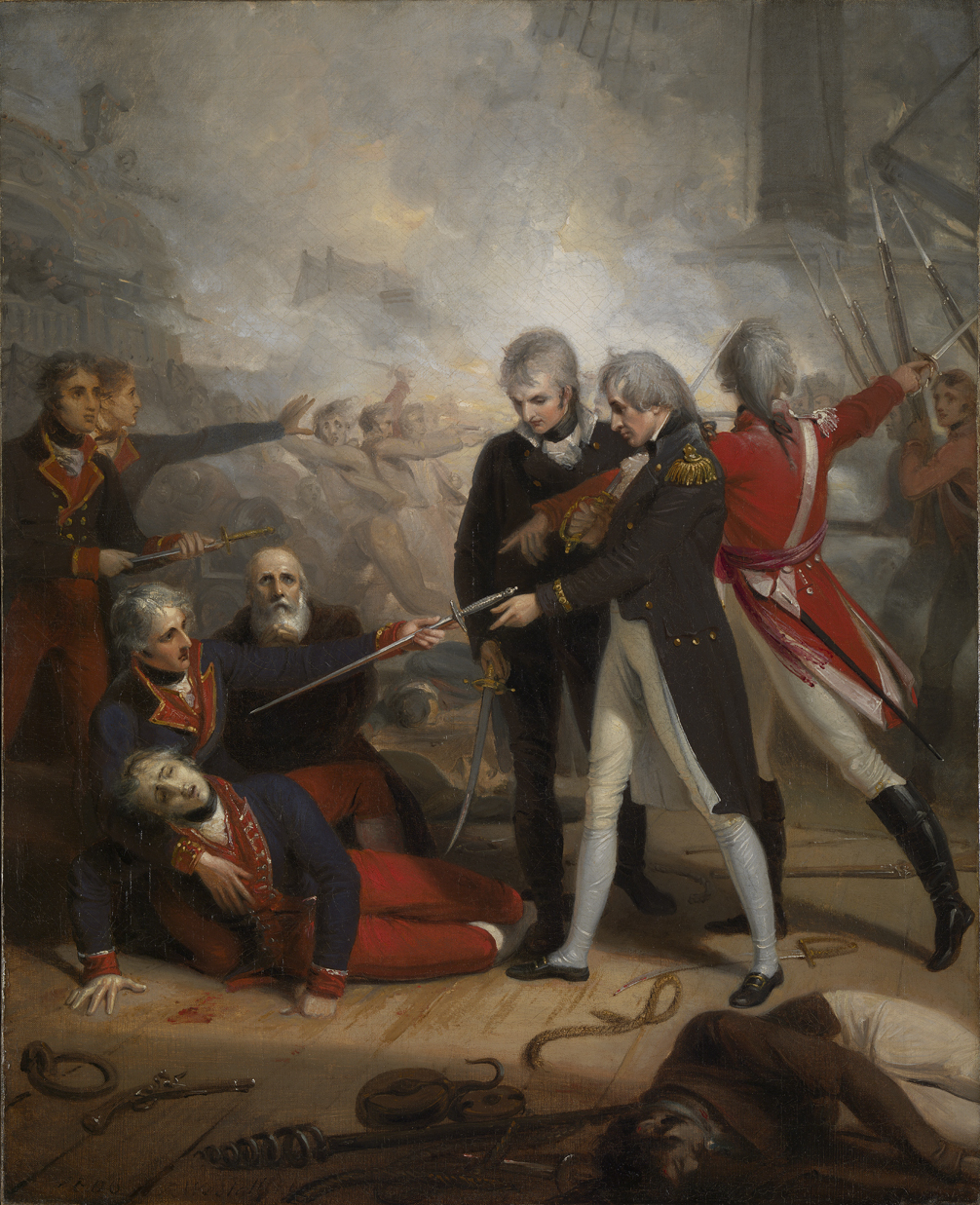
Nelson accetta la resa del vascello “San Nicolás”, 14 febbraio 1797 (Il Brigadiere Tomás Geraldino y Geraldino giace mortalmente ferito in coperta), dipinto di Richard Westall, 1806 (National Maritime Museum, Londra).

Il 13 settembre 1782, mentre svolgeva l’incarico di vicecomandante della batteria galleggiante Príncipe Carlos, armata con 7 cannoni, la sua unità fu colpita ed incendiata da palle infuocate, ma nonostante avesse avuto l’esplicito ordine di abbandonare la nave egli rimase a bordo fino a quando l’ultimo membro dell’equipaggio non si fu messo in salvo. Tale comportamento gli valse la promozione a capitán de navío il 21 dicembre dello stesso anno. In vista di una spedizione in America del Nord fu assegnato alla squadra navale del tenente generale Juan de Lángara y Huarte, che operava di concerto con quella francese dell’ammiraglio Conte d’Estaing, contro gli inglesi, ma tale spedizione non ebbe mai luogo a causa della ratifica preliminare del trattato di pace, avvenuta il 20 gennaio 1783, seguita da quella definitiva del 3 settembre successivo, che pose fine alla Guerra d'indipendenza americana. A quella data si trovava al comando del vascello da 90 cannoni San Fernando di stanza a El Ferrol inquadrata nella squadra navale del tenente generale don Antonio de Osorno, passando poi sul San Sebastián in forza alla squadra di don José de Córdova y Ramos con cui operò nell’Oceano Atlantico e nel Mar Mediterraneo. 
Nel 1790, al comando della fregata Liebre partì per il porto di Callao, Perù, trasportando un carico d’argento, ma al suo arrivo, su richiesta del Viceré rimase in quelle acque come comandante delle locali forze navali, compiendo nel contempo un viaggio d’esplorazione delle coste sudamericane da Panama al Cile, proteggendo il traffico mercantile dalla pirateria. 
Ritornato in Spagna nel 1794, il 5 settembre dell’anno successivo fu promosso al rango di brigadiere, e nel febbraio 1796 assunse il comando del vascello San Nicolás de Bari appartenente alla Escuadra del Mediterraneo agli ordini del tenente generale de Córdova y Ramos.
In seguito alla firma del Trattato di San Ildefonso, nell'ottobre 1796 la Spagna dichiarò guerra alla Gran Bretagna e al Portogallo. Verso la fine del 1796 l’Escuadra dell'Océano si riunì con quella del Mediterraneo, e nel mese di ottobre assunse il comando della flotta il tenente generale de Lángara y Huarte. La flotta spagnola costrinse quella inglese, agli ordini dell’ammiraglio Sir John Jervis, a ritirarsi nel porto di Lisbona, e poi ritornò a Cartagena il 20 dicembre. Nominato Ministro della Marina, Lángara y Huarte fu sostituito da de Córdova y Ramos.
Assegnato alla 4ª Divisione della 1ª Squadra, ai diretti ordini del comandante della flotta spagnola, tenente generale don José de Córdova y Ramos, il San Nicolás de Bari prese parte, il 14 febbraio 1797, alla battaglia di Capo San Vincenzo Quel giorno l'Esquadra dell'Océano, forte di ventisette vascelli di linea e sette fregate, si scontrò con quella inglese, forte di quindici vascelli di linea, cinque fregate, un brigantino ed una cannoniera, al comando dell'ammiraglio Sir John Jervis patendo una cocente sconfitta. Durante lo scontro il San Nicolás de Bari fu abbordato e catturato dal vascello inglese Captain, al comando del Commodoro Horatio Nelson. Il capitano Geraldino y Geraldino fu mortalmente ferito da un colpo di baionetta durante l’arrembaggio, e decedette poco tempo dopo. Il suo corpo fu sepolto in mare con gli onori militari.
Nel Pantheon dei Marinai illustri che si trova all'interno dei terreni della base militare di San Carlos, a San Fernando (Cadice), si trova una lapide con la seguente iscrizione: A la memoria del Brigadier de la Armada Don Tomás Geraldino. Muerto gloriosamente sobre al navio al su mando San Nicolás en el combate naval de San Vincente el 14 de febrero de 1797.

### Annotazioni
1. ↑  Tale squadra faceva parte della flotta del tenente generale don Luis de Córdova y Córdova.

### Fonti
1. 1 2 3 4 5 6  Paula Pavía 1873, p. 41.
2. 1 2 3 4 5 6 7 8 9 10  Paula Pavía 1873, p. 39.
3. 1 2 3 4 5 6 7 8 9 10 11 12 13  Paula Pavía 1873, p. 40.
4. ↑  Duro 1902, p. 75.
5. ↑  Duro 1902, p. 82.
6. ↑  Duro 1902, p. 84.
7. ↑  Donolo 2012, p. 96.
8. ↑  Donolo 2012, p. 98.
9. ↑  Donolo 2012, p. 97.
10. ↑  Duro 1902, p. 90.
11. ↑  Duro 1902, p. 100.

### Periodici
- Antonio Martelli, La battaglia di Cabo Sâo Vicente, in Storia Militare, n. 249, Parma, Ermanno Albertelli Editore, giugno 2014,  pp. 20-30.
- (ES) José Luis Jiménez García, Los Geraldinos, una importante y noble familia jerezana de origen Irlandés, in La Voz de Jerez, Jerez de la Frontera, 22.